# Svenskådalens naturreservat
Svenskådalens naturreservat är ett naturreservat i norra delen av Kalls socken i Åre kommun och Offerdals socken i Krokoms kommun, Jämtland. Naturreservatet är 246,7 km² och bildades 1990.
Naturreservatet utgörs av ett stort fjäll- och skogsområde. Inom reservatet finns två skogbevuxna och myrrika dalgångar, Svenskådalen och Stora Burvattnet samt fjällmassiven Sösjöfjällen och Oldfjällen.
Svenskådalen och sluttningarna ner mot Stor-Burvattnet är bevuxna med gammal skog som klassats som urskogsartad. Inom området finns de två sjöarna Burvattnet och Stor-Mjölkvattnet. Båda sjöarna blev reglerade 1943 och ingår inte i naturreservatet. Det oreglerade vattensystemet Svenskån-Jävsjön-Jävsjöströmmen-Holdern-Holdersströmmen ingår dock i naturreservatet.
Naturreservatet ligger inom Kalls, Njaarkes och Jovnevaerie samebyar. Renskötsel bedrivs inom hela reservatet. Inom reservatet finns en fjällägenhet där småskaligt fjälljordbruk bedrivs.
Naturreservatet gränsar till Skäckerfjällens naturreservat i Åre kommun. Båda reservaten sträcker sig längs gränsen mot Norge.